# Mel Sheppard
Melvin Winfield Sheppard (n. 5 septembrie 1883, Deptford Township⁠(d), New Jersey, SUA – d. 4 ianuarie 1942, New York City, New York, SUA) a fost un atlet american, specializat în probele de semifond⁠(d).

## Carieră
Americanul a vrut să devină polițist în New York. Dar a fost respins, având o inimă mărită. Totuși a devenit de trei ori campion național la 880 de yarzi între 1906 și 1908.
La Jocurile Olimpice de la Londra din 1908 Sheppard a cucerit medalia de aur la 1500 de metri, stabilind un nou record mondial. O săptămână mai târziu, a stabilit din nou un record mondial, obținând aurul la 800 de metri. Patru zile mai târziu, el a luat al treila medalie de aur la ștafeta mixtă. La Jocurile Olimpice de la Stockholm din 1912 a câștigat o medalie de aur, stabilind un record mondial, la ștafeta de 4×400 de metri și una de argint la 800 de metri.
După retragerea sa din activitate Mel Sheppard a devenit antrenor și a pregătit echipa feminină de atletism a SUA la Jocurile Olimpice de la Amsterdam din 1928. A decedat în 1942, la vârsta de 58 de ani.

## Realizări
| An   | Competiție        | Locație                | Loc  | Eveniment     | Note   |
| ---- | ----------------- | ---------------------- | ---- | ------------- | ------ |
| 1908 | Jocurile Olimpice | Londra, Marea Britanie | –    | 400 m         | NS     |
| 1908 | Jocurile Olimpice | Londra, Marea Britanie | 1    | 800 m         | 1:52,8 |
| 1908 | Jocurile Olimpice | Londra, Marea Britanie | 1    | 1500 m        | 4:03,4 |
| 1908 | Jocurile Olimpice | Londra, Marea Britanie | 1    | Ștafetă mixtă | 3:29,4 |
| 1912 | Jocurile Olimpice | Stockholm, Suedia      | sf   | 400 m         | 48,9   |
| 1912 | Jocurile Olimpice | Stockholm, Suedia      | 2    | 800 m         | 1:52,0 |
| 1912 | Jocurile Olimpice | Stockholm, Suedia      | 9–14 | 1500 m        | 4:27,6 |
| 1912 | Jocurile Olimpice | Stockholm, Suedia      | 1    | 4x400 m       | 3:16,6 |